# Memex
Der Memex (Memory Extender; dt. etwa: Gedächtnis-Erweiterer) ist ein als möglichst menschengerechtes, einfach bedienbares Wissensfindungs- und Verwertungssystem konzipierter Kompakt-Analog-Rechner, der 1945 von Vannevar Bush im Artikel As We May Think (Atlantic Monthly, Juli 1945, S. 101 ff.) fiktiv vorgestellt wurde. Das Prinzip lag auch der bereits 1931 in den USA patentierten Statistischen Maschine von Emanuel Goldberg zugrunde.
Die Maschine soll die Form eines Schreibtisches haben und eine Kombination von elektromechanischen Kontrollen und Mikrofilmgeräten beinhalten. Auf zwei nebeneinander liegenden, berührungssensitiven Bildschirmen sollen Informationsinhalte projiziert werden. Der Benutzer würde in diesen Informationen mit Hebeln vor- und zurückblättern sowie Dokumente speichern und wieder aufrufen können. Außerdem würde es die Möglichkeit geben, Seiten durch „Verknüpfungen“ (associations) aufeinander verweisen zu lassen. Die abgelegten Informationen könnten so zu langen Pfaden (trails) verknüpft werden. Das Life Magazine zeigte einige Monate nach dem Artikel Illustrationen zum möglichen Aussehen der Memex, ferner eine kopfmontierte Kamera sowie eine Schreibmaschine, die über Spracherkennung verfügen und die Texte mittels Sprachsynthese vorlesen soll.
Bushs Vision war, die Memex zur maschinellen Unterstützung des menschlichen Gedächtnisses und des assoziativen Denkens einzusetzen:

„Der menschliche Geist arbeitet […] mittels Assoziation. Kaum hat er sich eine Information beschafft, greift er schon auf die nächste zu, die durch die Gedankenverknüpfung vorgeschlagen wird, entsprechend einem komplizierten Gewebe von Pfaden, das über die Hirnzellen verläuft. […] [Die Memex ist] ein Gerät, in dem ein Individuum alle seine Bücher, Aufzeichnungen und Kommunikation speichert und das mechanisiert ist, so dass es mit steigender Geschwindigkeit und Flexibilität zu Rate gezogen werden kann. Sie ist ein vergrößerter Anhang seines Gedächtnisses.“

Bush war ein Pionier des Analogrechners, folglich entspricht sein Bild des Memex als eines elektromechanischen Informationssystems dem damaligen Stand der Technik (Terminologie, Relationierung, Indizierung und Mikroverfilmung). Die Möglichkeiten von Digitalrechnern waren damals noch nicht abzusehen. Obwohl der Memex stets eine technisch-wissenschaftliche Utopie blieb, gab er seither beständig Ideen zum „Büro der Zukunft“ vor. So wäre er nicht nur die erste Hypertext-Maschine, sondern auch der mikrofilmbasierte Vorläufer des Personal Computers gewesen.
Im Digitalzeitalter hat das Microsoft-Forschungsprojekt MyLifeBits die Ideen Bushs als Leitgedanken übernommen.